# Annalista Saxo
El Annalista Saxo ("analista sajón") es el autor anónimo de una importante crónica imperial, que se cree tiene su origen a mediados del siglo XII en la abadía de Nienburg en el Ducado de Sajonia.

## General
La crónica del "Annalista Saxo" es una colección de fechas y hechos sobre los monarcas medievales alemanes (Reyes de los Romanos) y sus predecesores carolingios, empezando en el año 741 y continuando hasta 1142.
El codex fue creado entre 1148 y 1152. El autor anónimo tenía más de 100 fuentes a su disposición, incluyendo algunas que ya no existen. Las entradas están dispuestas cronológicamente por año.
La identidad del cronista, algunas veces identificado como el abad Arnold de Nienburg (m. 1166), no ha sido establecida de forma conclusiva. El volumen contiene 237 páginas de pergamino. La encuadernación es del siglo XVI. El libro fue restaurado en 1993. La cubierta es de cuero marrón de vaca, el lomo de vitela, y el contenido incluye 16 iniciales ornamentales.
El original del "Annalista Saxo" se encuentra en la Biblioteca Nacional de Francia en París. Es muy frágil y se mantiene custodiada; un facsímil está disponible. Se desconoce cómo el volumen fue a parar a Francia.

## Ediciones
- Klaus Nass, editor. Die Reichschronik des Annalista Saxo, Múnich 2006, new edition with comprehensive registers (MGH Scriptores 37). ISBN 3-7752-5537-0
- Georg Waitz, editor. MGH Scriptores 6 (Hannover 1844) pp. 542-777.